# Ким Мён Джин
Ким Мён Джин (кор. 김명진; род. 10 февраля 1971, Сеул) — южнокорейский кёрлингист на колясках.
В составе сборной Республики Корея по кёрлингу на колясках участник двух зимних Паралимпийских игр (серебряные призёры в 2010, девятое место в 2014), участник пяти чемпионатов мира (лучший результат — серебряные призёры в 2008).
В «командном» кёрлинге на колясках (команда из четырёх человек) играл в основном на позиции третьего, на зимних Паралимпийских играх 2014 выступал как скип команды.

## Достижения
- Зимние Паралимпийские игры: серебро (2010).
- Чемпионат мира по кёрлингу на колясках: серебро (2008).

## Команды
| Сезон   | Четвёртый    | Третий       | Второй        | Первый      | Запасной      | Тренер        | Турниры             |
| ------- | ------------ | ------------ | ------------- | ----------- | ------------- | ------------- | ------------------- |
| 2003—04 | Ким Хак Сон  | Ким Мён Джин | Cho Yae Lee   | Чо Ян Хён   | Kim Kab Seung | Ян Се Ён      | ЧМК 2004 (11 место) |
| 2004—05 | Ким Хак Сон  | Ким Мён Джин | Чо Ян Хён     | Cho Yae Lee | Ham Dong-Hee  | Kim Chang-Gyu | ЧМК 2005 (7 место)  |
| 2006—07 | Ким Хак Сон  | Ким Мён Джин | Чо Ян Хён     | Кан Ми Сук  | Ham Dong-Hee  | Kim Chang-Gyu | ЧМК 2007 (7 место)  |
| 2007—08 | Ким Хак Сон  | Ким Мён Джин | Чо Ян Хён     | Кан Ми Сук  | Ham Dong-Hee  | Квон Ён Иль   | ЧМК 2008            |
| 2008—09 | Ким Хак Сон  | Пак Киль У   | Ким Мён Джин  | Чо Ян Хён   | Кан Ми Сук    | Hong Jun Pyo  | ЧМК 2009 (6 место)  |
| 2009—10 | Ким Хак Сон  | Ким Мён Джин | Пак Киль У    | Кан Ми Сук  | Чо Ян Хён     | Ян Се Ён      | ЗПИ 2010            |
| 2013—14 | Ким Мён Джин | Kim Jong-pan | Seo Soon-seok | Кан Ми Сук  | Yun Hee-keong | Ahn Jae-sung  | ЗПИ 2014 (9 место)  |

(скипы выделены полужирным шрифтом)

## Частная жизнь
Км Мён Джин стал инвалидом из-за травмы спинного мозга, полученной в результате несчастного случая. Начал заниматься кёрлингом на колясках в 2002 году.